# Zu Xin
Zu Xin (祖辛) de son nom personnel Zi Dan (子旦). Il était le treizième roi de la dynastie Shang. Il succéda à son père Zu Yi et fut intronisé à Bi (庇) en -1506 et y mourut en -1490.